# Пепсі
Пе́псі-ко́ла (англ. Pepsi Cola) або Пе́псі — безалкогольний напій, основний конкурент «Кока-коли». Права на торгову марку «Пепсі-кола» належать американській компанії PepsiCo.

## Історія
Напій уперше був виготовлений у 1890-х роках в Нью-Берні, Північна Кароліна фармацевтом Калебом Бредхемом. 28 серпня 1898 року Brad's drink був перейменований у Pepsi Cola. Торгова марка Pepsi Cola зареєстрована 16 червня 1903 року. За однією з версій назву «пепсі» Калеб Бредхем зробив від слова диспепсія. За іншою — від пепсину, речовини, що міститься в Pepsi.
У 1923 році через зростання цін на цукор в результаті Першої світової війни компанія Pepsi-Cola збанкрутіла. Її активи були продані. Крах компанії позбавив секретності формулу напою. Для оформлення банкрутства Калебу Девісу Бредему, творцеві напою і керівникові компанії, довелося не лише представити до федерального суду рецепт сиропу, але й підтвердити істинність цієї інформації.
Через вісім років компанія збанкрутіла ще раз. Проте під час Великої депресії 1930-х років у Сполучених Штатах Pepsi-Cola Company організувала успішну атаку на ринкові позиції «Кока-коли». Пепсі-кола почала продаватися в пляшках по 12 унцій за ціною 5 центів. Пляшка «Кока-коли» об'ємом 6 унцій також коштувала 5 центів. «Кока-кола» не могла випустити напій в іншій пляшці, оскільки торгові автомати приймали монети по 5 центів, а у «Кока-коли» залишався запас в 1 мільярд 6-унційових пляшок. У 1939 році «Пепсі-кола» стала надзвичайно популярною серед дітей.
Під час Другої світової війни «Пепсі-кола» обійшла і «Royal Crown», і «Dr. Pepper», ставши напоєм № 2 після «Кока-коли». На початку 1950-х років «Кока-кола» в 5 разів випереджала «Пепсі».
У 1961 році вперше пройшла рекламна компанія під девізом «Пепсі — для тих, хто почувається молодим». До 1964 року ідея набула класичного виду: «Ви — покоління Пепсі».
У 1965 році компанія Pepsi-Cola об'єдналась із виробником солоних снеків — компанією Frito-Lay, створивши компанію PepsiCo.
У середині 1970-х років «PepsiCo» провела рекламну акцію під назвою «Pepsi кидає виклик». Були проведені тести наосліп за оцінкою двох напоїв. Учасники акції вибрали «Пепсі-колу», а не «Кока-колу» з перевагою 3:2, і цей факт був озвучений в телевізійній рекламі.
У 1960 році «Кока-колу» пили у 2,5 рази більше, ніж «Пепсі-колу», а у 1985 — в 1,15 рази.
У вересні 2023 року в парламенті Фінляндії було заборонено продаж напоїв Pepsi через те, що компанія-виробник продовжила діяльність у Росії після повномасштабного вторгнення до України.

### Маркетинг
З 1930-х до кінця 1950-х років «Pepsi-Cola Hits The Spot» був найбільш часто використовуваним гаслом за часів старовинного радіо, класичних кінофільмів та перших днів телебачення. Його джингл (задуманий тоді, коли Pepsi коштував лише п'ять центів) використовувався у багатьох різних формах з різними текстами. З появою радіо Pepsi-Cola використовувала послуги молодої, перспективної актриси Поллі Берген для просування продуктів, яка часто надавала свої співочі таланти класичному джинглу «...Hits The Spot». Кіноактриса Джоан Кроуфорд, одружившись із президентом Pepsi-Cola Альфредом Н. Стілом, стала представником Pepsi, з'являючись у рекламних роликах, телевізійних випусках та конкурсах краси від імені компанії. Кроуфорд також мала зображення безалкогольного напою, що посідали чільне місце в кількох її пізніх фільмах. Коли Стіл помер у 1959 році, Кроуфорд була призначена до ради директорів Pepsi-Cola, яку вона обіймала до 1973 року, хоча вона не була членом правління більшої PepsiCo, створеної у 1965 році.
Pepsi знялася в кількох фільмах, включно з «Назад у майбутнє» (1985), «Сам удома» (1990), «Світ Вейна» (1992), «Бійцівський клуб» (1999) та «Всесвітня війна Z» (2013). 
У 1992 році маркетингова кампанія Pepsi Number Fever на Філіппінах випадково розповсюдила 800 000 виграшних кришок від пляшок за головний приз у 1 мільйон песо, що призвело до заворушень і загибелі п'яти людей.  
У 1996 році PepsiCo запустила дуже успішну маркетингову стратегію Pepsi Stuff. «Project Blue» був запущений на кількох міжнародних ринках за межами Сполучених Штатів у квітні. Запуск включав екстравагантні рекламні трюки, такі як літак «Конкорд», пофарбований у сині кольори (який належав Air France), та банер на космічній станції «Мир».
Дизайн Project Blue вперше був протестований у Сполучених Штатах у червні 1997 року і був випущений у всьому світі у 1998 році на честь 100-річчя Pepsi. Саме в цей момент логотип почали називати Pepsi Globe.

У жовтні 2008 року Pepsi оголосила, що до початку 2009 року переробить свій логотип і здійснить ребрендинг багатьох продуктів. У 2009 році Pepsi, Diet Pepsi та Pepsi Max почали використовувати всі шрифти нижнього регістру для назви бренду. Торгова марка бренду в синьо-червоному глобусі перетворилась на серію «усмішок» із центральною білою смугою, яка згинається під різними кутами залежно від продукту. Pepsi випустила цей логотип у США наприкінці 2008 року, а пізніше він був випущений у 2009 році в Канаді (перша країна за межами США для нового логотипу Pepsi), Бразилії, Болівії, Гватемалі, Нікарагуа, Гондурасі, Сальвадорі, Колумбії, Аргентині, Пуерто-Рико, Коста-Риці, Панамі, Чилі, Домініканській Республіці, Філіппінах та Австралії. У решті світу новий логотип був випущений у 2010 році. Старий логотип досі використовується на кількох міжнародних ринках, а останнім часом його припинили застосовувати у Франції та Мексиці.

Старий логотип Пепсі-коли, 1940 рік

## Склад
Основні інгредієнти: цукор — 7500 фунтів; вода — 1200 галонів; карамель — 12 галонів; сік лайма — 12 галонів; ортофосфатна кислота (E338) — 58 фунтів; етиловий спирт — 0,5 галону; лимонна олія — 6 унцій; апельсинова олія — 5 унцій; олія кориці — 4 унції; олія мускатного горіха — 2 унції; олія коріандру — 2 унції; петигренова олія — 1 унція. Усе перемішується 2 години, вода з цукром заздалегідь кип'ятиться. Концентрат поставляється на заводи з розливу готової продукції, де розбавляється водою в 10 000 літрів, перед бутилюванням.
У цьому рецепті відсутні речовини, небезпечні для здоров'я, за винятком значної кількості цукру.
У 2021 році виробник змінив склад продукції, замінивши частину цукру на підсолоджувачі сукралозу та ацесульфам калію, додавши регулятор кислотності  — лимонну кислоту. Також зі складу продукту зник стабілізатор гуміарабік та змінилося співвідношення кофеїну й натурального ароматизатора (на користь останнього).

## В СРСР

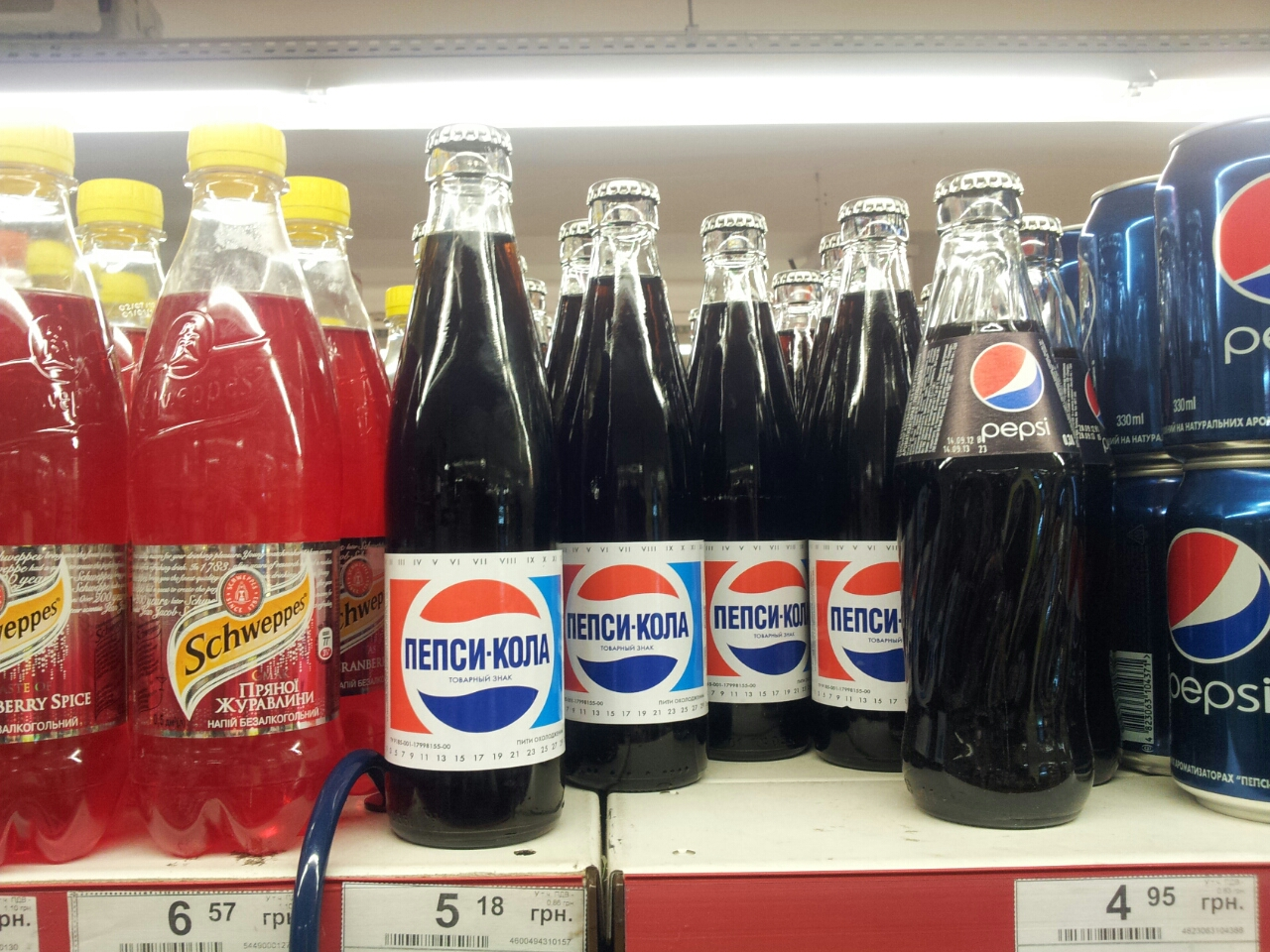
Пляшки «класичної» Пепсі-Коли з часів СРСР у київському супермаркеті

Виробництво «Пепсі-коли» в СРСР почалося під час розрядки, початок був покладений зустріччю у 1971 році президента «PepsiCo» Дональда Кендала з Головою Ради Міністрів СРСР Олексієм Косигіним. На зустрічі були проведені переговори про можливе економічне співробітництво. У 1972 році у рамках угоди про двосторонню торгівлю між СРСР і США були досягнуті домовленості про співпрацю. В результаті компанія отримала право на виробництво горілки «Столичної» у США, а Пепсі-кола стала продаватися в СРСР (перша партія — у квітні 1973 року), а потім було розпочато будівництво заводів з виробництва Пепсі-коли в СРСР (перший  — у 1974 році в Новоросійську).
За часів СРСР новосибірський пивкомбінат (нова назва — Вінап) випускав Пепсі-колу за ліцензією під назвою «Пепсі». Після закінчення ліцензії він став випускати свою Вінап-колу.

## В Україні
Першою роботою компанії Pepsi в Україні стали адаптації креативних матеріалів і акцій зі стимулювання продажів. Як і в усьому світі, Pepsi починає підтримувати місцевих зірок — у 1995—1996 роках компанія виступає спонсором української хокейної команди «Сокіл», а у 1996 році починає просувати музичний напрям — компанія спонсорує улюбленку молоді рок-групу «Green Grey», яка на той момент перебувала на піку слави. У 1998 році для Pepsi проводиться промоакція «З Pepsi в Англію — країну футболу».
У 2000 році відбувається адаптація всесвітньої рекламної кампанії за участю Рікі Мартіна. Учасникам чергової акції трапляється нагода знову поїхати в Англію, цього разу — на «ДискоPepsiтеку». Окрім цього, регулярно проводяться in-store акції, які щоразу мають різний антураж: шкільний, футбольний, музичний тощо. Загалом увесь комплекс заходів, що проводяться для Pepsi в Україні, підпорядкований усесвітньому позиціюванню компанії.

## Різновиди

### В Україні[12]
- Pepsi Original — класичний варіант напою.
- Pepsi Light — дієтична версія напою. (припинено)
- Pepsi Twist — напій зі смаком лимону. (імпортер)
- Pepsi Zero Sugar — низькокалорійний напій без цукру
- Pepsi Wild Cherry — напій зі смаком вишні. (Випускається з 2017 року; припинено)
- Pepsi Lime — напій зі смаком лайму. (Випускається з 2018 року; припинено)
- Pepsi Ginger — напій зі смаком імбиру. (Випускається з 2019 року; припинено)
- Pepsi Vanilla — напій зі смаком ванілі. (Випускається з 2019 року, ексклюзивно в АТБ; припинено)
- Pepsi Mango — напій зі смаком манго. (Випускається з 2020 року.)
- Pepsi Pineapple-Peach — напій зі смаком «ананас-персик». (Випускається з 2021 року; припинено)
- Pepsi Raspberry — напій зі смаком малини. (Випускається з 2021 року, ексклюзивно в АТБ; припинено)
- Pepsi Pina Colada — напій зі смаком «ананас-кокос». (Випускається з 2022 року; припинено)
- Pepsi Lime-Mint — напій зі смаком «лайм-м'ята». (Випускається з 2022 року.)

### У світі
- Pepsi Ginga
- Pepsi Max Twist
- Pepsi Light Lemon
- Pepsi Blue
- Pepsi Edge
- Pepsi Gold
- Pepsi Spice
- Pepsi X
- Pepsi Crystal
- Pepsi Cino
- Pepsi Lima
- Pepsi Cherry–Vanilla
- Pepsi Tropical Chill
- Pepsi White
- Pepsi Caffeine-Free
- Pepsi Caffeine-Free Diet
- Pepsi Natural
- Pepsi Summer Chill
- Pepsi Max Ginger тощо.